# Buzz (Ryanair)
Buzz is een lagekostenluchtvaartmaatschappij die voortgekomen is uit Ryanair Sun en deel uitmaakt van de Ryanair Holdings Group. In het begin van 2018 behaalde Buzz de Poolse Air operator's certificate om hun vliegoperaties te starten.

## Geschiedenis
Buzz werd opgericht in 1999 als een dochteronderneming van KLM UK en voerde low-cost vluchten uit vanaf London Stansted. De toenmalige vloot bestond uit een aantal 737-300 en BAe 146 vliegtuigen. In 2003 heeft Ryanair het bedrijf opgekocht. Een jaar later werd het bedrijf opgedoekt. 
Door een strategiewijziging is het voormalige Ryanair Sun (de Poolse Ryanair Divisie) bij het begin van de zomer 2020 omgedoopt naar Buzz en gaat Buzz op alle Oost-Europese bases vliegtuigen stationeren, dus niet alleen in Polen.

## Vloot
De vloot van Buzz bestaat uit de volgende toestellen (maart 2022):
| Type           | In Dienst | Geparkeerd | Bestelling | Passagiers | Opmerking                  |
| -------------- | --------- | ---------- | ---------- | ---------- | -------------------------- |
| Boeing 737-800 | 43        | 2          | 0          | 189        | Overdracht van Ryanair Sun |
| Boeing 737 MAX | 8         | 0          |            | 197        |                            |
| Total          | 51        | 2          | 0          |            |                            |